# Ettuttogai
Las Ettuttogai (ocho antologías) son los textos más preciosos de la literatura tamil. 
Es una obra vasta, que probablemente fue compilada alrededor del siglo XII, aunque sus fuentes se remontan a una tradición oral vigente desde el siglo I. 
Esta obra incluye poemas de muy diversa extensión, básicamente de dos tipos generales: 
- los eróticos (poru), y
- los heroicos (pumra).

Entre los autores que reúne esta antología encontramos a figuras insignes de las letras indias, como lo son Kapilar, Paranar y Nakkikar.
- Datos: Q3062913